# Contea di Wuyuan (Mongolia Interna)
La contea di Wuyuan (五原县S, Wǔyuán XiànP) è una contea della Cina, appartenente alla regione autonoma della Mongolia Interna e amministrata dalla prefettura di Bayannur.